# Macfarlane (rivière)
Pour les articles homonymes, voir Macfarlane.
La rivière Macfarlane (en anglais : Macfarlane River) est un cours d’eau du sud-ouest de l’Île du Sud de la Nouvelle-Zélande.

## Géographie
Elle s’écoule vers le sud à partir des Alpes du Sud, rejoignant la rivière Landsbourgh) juste avant que celle ci ne se déverse dans le fleuve Haast.
(en) Land Information New Zealand, « détail emplacement: Macfarlane (rivière) », sur New Zealand Gazetteer.